# José Maria Moreno
José María Moreno Ramírez (ur. 14 stycznia 1960 w Mataró) – hiszpański kolarz torowy i szosowy, złoty medalista torowych mistrzostw świata.

## Kariera
Największym sukcesem w karierze José Marii Moreno jest zdobycie złotego medalu w wyścigu na 1 km podczas mistrzostw świata w Stuttgarcie w 1991 roku. W wyścigu tym bezpośrednio wyprzedził Niemca Jensa Glücklicha i Gene’a Samuela z Trynidadu i Tobago. Ponadto Moreno dwukrotnie zajął trzecie miejsce w wyścigu szosowym w hiszpańskiej miejscowości Manresa w latach 1984 i 1985, a w 1991 roku był drugi w zawodach w sprincie rozgrywanych w Paryżu. Nigdy nie startował na igrzyskach olimpijskich.